# Godbluff
Godbluff è il quinto album in studio del gruppo progressive rock inglese dei Van der Graaf Generator. Si tratta del primo album registrato dopo la riformazione della band, avvenuta nel 1975.
Registrato dopo un tour in Francia, è il primo LP interamente autoprodotto dalla band. Il sound risulta essere più conciso e essenziale dai precedenti full-length, registrati con il produttore John Anthony. A questo riguardo, Peter Hammill dichiarò: "Non volevamo comporre un nuovo Pawn Hearts con un lungo lato B e pieno di sperimentazioni".
Da questo album, i Van Der Graaf Generator non lavorarono più con produttori esterni. 
Il primo rilascio del disco negli Stati Uniti avvenne su Mercury Records. La riedizione del 2005 presenta le performance live di due brani tratti dall'album solista di Hammill The Silent Corner and the Empty Stage (1974), registrati durante il concerto a L'altro Mondo di Rimini il 9 agosto 1975.

## Grafica
La copertina di Godbluff riportava semplicemente il nuovo logo della band – disegnato da John Pasche – e il titolo dell'album, su sfondo nero. Il gruppo avrebbe impiegato il logo anche per i successivi due LP, Still Life (1976) e World Record (1977). La grafica di Godbluff venne parodiata da The Fall sull'album Fall Heads Roll del 2005.

## Accoglienza
Su Melody Maker, il recensore affermò che "[Godbluff] rappresenta il sound della metà degli anni Settanta, nel vero senso della parola: scomodo, coerente, incessante, coraggioso". Geoff Barton di Sounds ritenne Godbluff "semplicemente, un acquisto essenziale." Una valutazione negativa apparve sul Lancashire Evening Post nel novembre 1975, dove Bob Papworth definì l'album "una prolissa esibizione di quel tipo di rock volutamente d'avanguardia, che così tanti altri gruppi suonano infinitamente meglio". Bob Papworth aggiunse che "Guy Evans non è capace di suonare la batteria, mentre i sax e i flauti di David Jackson risultano troppo semplicistici per risultare credibili".
Nella sua recensione su AllMusic del 2011, Steve McDonald scrisse: "L'album si apriva con una calma coraggiosa, con il flauto di David Jackson riecheggiante attraverso lo spazio sonoro, a cui si univa la voce di Hammill appena sussurrava le linee di apertura. Stava per arrivare uno Sturm und Drang, ma la musica era stata aperta e i testi avevano sviluppato un maggior focus, spesso abbandonando la metafora in favore di affermazioni più dirette. Godbluff fu un brillante ritorno sulle scene - solo quattro tracce, ma tutte dei classici."
In una recensione di maggio 2002, pubblicata sul magazine Mojo, Julian Cope disse dell'album: "Fu la miglior reunion di sempre. Godbluff era un classico sotto ogni aspetto. Evocava estesi tratti di brughiera, i rifugi in fiamme dei mandriani, orde di pazzi sui carri che distruggono casolari, teste impalate su lance. E Hammill svettava in mezzo a tutto questo, simile a Zarathustra, cercando in maniera disperata e eloquente qualche parvenza di morale dove non ce n'era."

## Tracce
Testi e musiche di Peter Hammill, eccetto dove indicato.

### LP originale[7]
Lato A
1. The Undercover Man – 7:23
2. Scorched Earth – 9:49 (David Jackson, Peter Hammill)

Durata totale: 17:12
Lato B
1. Arrow – 9:45
2. The Sleepwalkers – 10:31

Durata totale: 20:16

### Edizione rimasterizzata del 2005[3]
1. The Undercover Man – 7:23
2. Scorched Earth – 9:49 (David Jackson, Peter Hammill)
3. Arrow – 9:45
4. The Sleepwalkers – 7:59
5. Forsaken Gardens (live - bonus track [3]) – 12:23
6. A Louse is Not a Home (live - bonus track [3]) – 10:26

Durata totale: 57:45

## Formazione[7]
- Peter Hammill - voce, pianoforte, chitarra
- Hugh Banton - organo, basso elettrico, voce di supporto
- Guy Evans - batteria, percussioni
- David Jackson - sassofono, flauto, voce di supporto